# Winslow (Arizona)
Winslow  è una città degli Stati Uniti nella contea di Navajo, nello Stato dell'Arizona. Ha una popolazione di 9 520 abitanti secondo il censimento del 2000. Secondo lo United States Census Bureau ha un'area totale di 31,89 km².

## Geografia fisica
Winslow si trova nell'Arizona nord-orientale vicino al confine fra la contee di Navajo e quella di Coconino. Geograficamente fa parte del altopiano del Colorado ed in particolare della sezione detta Grand Canyon Section presso il margine sud-occidentale dell'altopiano.
La città si trova lungo il percorso dell'antica Route 66, oggi Interstate 40, a circa 60 km a est del capoluogo della contea Holbrook.

## Winslow nella cultura di massa
Winslow è citata nella celebre canzone degli Eagles Take It Easy, del 1972. Nella seconda strofa il testo recita "Well I am standing on a corner in Winslow, Arizona" (trad. italiana "Sono fermo ad un angolo a Winslow, Arizona"). La cittadina per tutta risposta ha realizzato la statua in bronzo di un chitarrista e un murale che ricordano l'episodio citato nella canzone. La statua si trova in prossimità dello Standin' On The Corner Park.